# 台鹽綠能光電案
台鹽綠能光電案為2024年台灣的一場政治醜聞，由前台鹽董座陳啟昱，前台綠總經理蘇坤煌、前副總經理郭政瑋、鴻暉國際負責人蘇俊仁及晁暘開發負責人戴妤倩等人涉案，是一場結構性的貪腐事件，也是蔡英文政府任內中發生的眾多光電弊案之一。

## 事件經過
台鹽實業旗下子公司台鹽綠能是一個為了發展綠能，光電以及漁電共生的公司。時任董事長陳啟昱遭指控在台南以及嘉義等地簽訂光電租賃合約獲利數百萬後，再以四大民股公司承攬工程，利用違約賠償金的方式圖利廠商並利用光電案浮報款項。陳啟昱的兒子也曾在四大民股公司之一的鴻輝科技任職，因此被外界質疑陳啟昱有圖利廠商的嫌疑。

### 司法偵辦
- 2024年10月22日， 臺灣臺南地方檢察署發動搜索台鹽綠能32處所，帶回了34人偵訊。隔日，以《證券交易法》及《刑法》中使公務員登載不實等罪嫌，向法院聲押台鹽綠能前董事長陳啟昱等五人，經過臺灣臺南地方法院羈押庭審理後，該月24日凌晨4時裁定罪證不足，檢方要求的羈押禁見以及禁止通信全部被駁回。[4][5]

- 2024年10月25日，臺南地檢提起抗告，經台南高分院審理，認為台南地方法院不能引用台鹽綠能不是有價證券公司為理由，因而認定其不符合違反證券交易法的構成要件。該月28日此案發回台南地方法院更審。[6]

- 2024年11月1日，台南地方法院第二次審理羈押庭，此次羈押了台綠前總經理蘇坤煌、鴻暉公司負責人蘇俊仁。而郭政瑋、戴妤倩還是因為罪嫌不足而被無保請回，台南地檢署第二次提出抗告。另外，此次羈押庭只有陳啟昱無故未出庭並且拘提未果。11月4日，台南地檢署發布通緝令。[7][8][9][10]

- 2024年11月5日，台灣高等法院台南分院撤銷原裁定，再度發回更裁。台南地院於該月6日開第三次羈押庭，最終裁定郭政瑋、戴妤倩二人羈押禁見。2024年11月25日，在律師的陪同下，陳啟昱在台南地檢署投案。經檢察官訊問後，將其當庭逮捕並向台南地院聲請羈押禁見，法官於晚間裁准。[11][12][13][14][15]
- 2025年1月13日，台南地院開庭，裁定2025年1月25日起再延長羈押陳啟昱2個月，並且禁止接見通信。[16]
- 2025年2月28日，台南地檢署指控蘇俊仁集團覬覦太陽能光電場的土地開發利潤，在得知陳啓昱2016年6月13日擔任台鹽董事長後，想要利用其資源來合作開發綠能光電的場址並以此謀利。經過調查後得知，陳啟昱因為積欠債務，為了償還資金缺口，同意了假借共同合作實則藉機分配利益的行為，先不顧台鹽的公股董事以及獨立董事的質疑，之後再主導台鹽公司投資成立台鹽綠能，並且不讓台鹽綠能和電業商簽約以此來圖利。最終，檢方追查出：陳啟昱不法所得5800萬425元，蘇坤煌7461萬1341元。求刑陳啟昱12年，蘇坤煌10年，其餘人士處以適當徒刑，並且要求陳啟昱、蘇坤煌及蘇俊仁3人延長羈押禁見[17][18]
- 2025年4月16日，在台鹽綠能案的準備程序庭中，陳啟昱翻供並否認有違法犯意。其稱當時雖然要求鴻暉國際如果有盈餘就應當把淨利的40％分潤給他，但是蘇俊仁並沒有同意。並且陳啟昱說明，鴻暉國際匯款的4910萬元是因為替友人擔保將支票借出卻遭到對方倒債，為了保住台鹽董事長的職位，最終才向熟識的蘇俊仁借錢。[19]

### 各主要政黨的態度

#### 民主進步黨
- 2024年11月13日，總統暨民進黨主席賴清德表示，陳啓昱雖然已經退出民進黨，但仍然須儘速到案說明，並且再度重申支持司法單位全力將其逮捕到案。[20]

#### 中國國民黨
- 2024年10月23日，國民黨不分區立法委員謝龍介表示，涉有諸多弊案的綠營政治人物有逃亡的嫌疑，並且呼籲法務部應當要注意並超前部屬。[21][22][23]

- 2024年11月2日，國民黨團副書記長王鴻薇表示，台南地檢署錯誤引用證券交易法來羈押涉案人士導致台南地方法院不予採信，之後又放走了陳啟昱卻完全沒有防逃機制，質疑檢方是否只是過水演戲，並沒有想要抓捕陳啟昱歸案。[24]

#### 台灣民眾黨
- 2024年10月22日，民眾黨不分區立法委員黃國昌在臉書表示此案應該徹查不法資金的流向，並要求司法對各陣營應當維持統一標準。[25]11月1日，其再度批評民進黨的綠能貪腐問題，並質疑經濟部推舉的董事長吳國卿為酬庸，批判前經濟部長王美花為吳國卿的背書並不可信。[26]
- 11月11日，在陳啟昱逃亡後8天後，黃國昌表示台鹽綠能的貪腐使該公司兩年就虧損超過4億元，並再次質疑民進黨的治理誠信。[27]